# Meciul de fotbal între Palestina și Liban din 1940
Meciul de fotbal din 1940 dintre echipele naționale ale Mandatului Palestina și Libanului a fost primul meci internațional oficial al celor din urmă și ultimul al celor dintâi înainte de a deveni echipa națională a Israelului după 1948. Meciul a avut loc pe 27 aprilie 1940 pe stadionul Maccabiah din Tel Aviv. Arbitrat de John Blackwell din armata britanică, meciul a fost urmărit de 10 000 de spectatori și s-a încheiat cu o victorie de 5-1 pentru echipa gazdă.
Mandatul Palestinei a marcat în al doilea minut de joc, dublându-și avantajul 10 minute mai târziu, cu un penalti. Alte două goluri ale echipei gazdă au făcut ca prima repriză să se încheie cu 4-0. Schimbarea forțată a Mandatului Palestinei la pauză din cauza unei accidentări i-a îngreunat controlul asupra jocului, iar în al cincilea minut al reprizei secunde, atacantul libanez Camille Cordahi a marcat și a devenit primul marcator internațional oficial al Libanului. Werner Kaspi a marcat al doilea său gol în minutul 60, meciul încheindu-se cu scorul de 5-1.
Următoarele meciuri oficiale ale Libanului au fost toate amicale cu Siria, unul în 1942 și două în 1947. În 1948, echipa națională al Mandatului Palestina a devenit oficial echipa națională a Israelului, odată cu înființarea statului Israel. Următorul lor meci oficial a fost un amical împotriva Ciprului în 1949. Dintre cei 11 jucători libanezi, șase au continuat să joace cel puțin încă un meci internațional. Shalom Shalomzon a fost singurul jucător din Mandatul Palestina care a mai jucat o dată la nivel internațional.

## Context

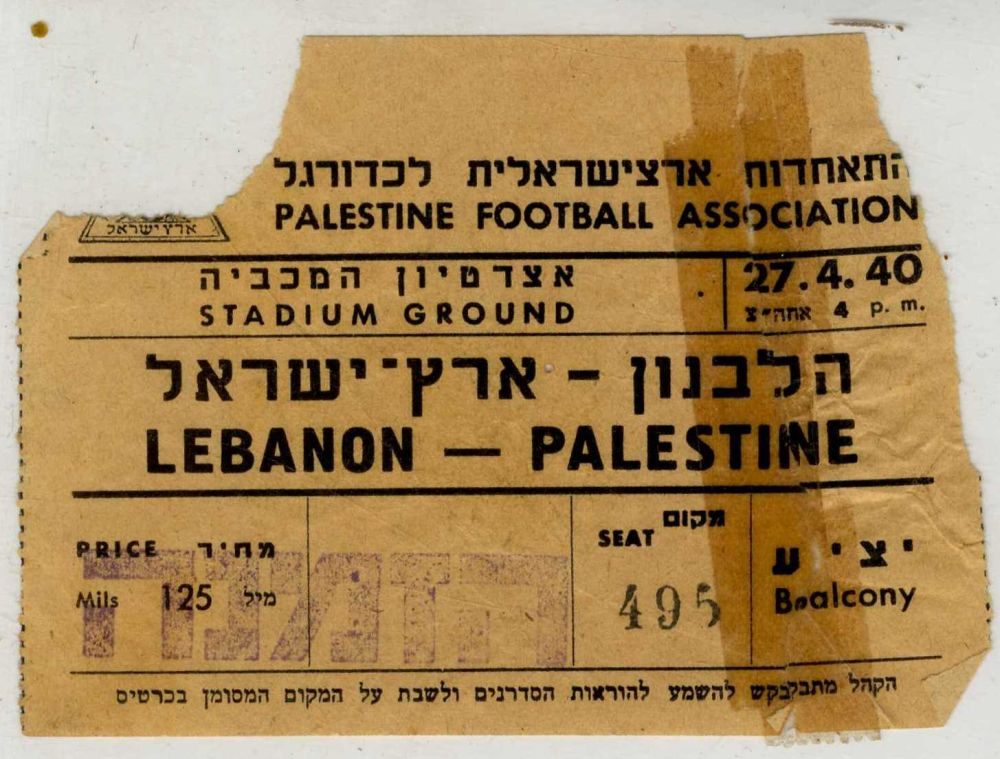
Un bilet la meciul dintre Mandatul Palestinei și Liban.

În perioada anilor 1930, Libanul a fost o destinație obișnuită pentru turneele amicale ale cluburilor de fotbal din Mandatul Palestinei. Echipe precum Maccabi Tel Aviv, Maccabi Petah Tikva și Maccabi Haifa au jucat în mod regulat cu echipe din Beirut, Tir și Sidon. La sfârșitul anului 1939, președintele Federației Libaneze de Fotbal (LFA), Jamil Sawaya, și-a vizitat familia în Ierusalim și Jaffa. Sawaya a avut relații de prietenie cu mai mulți președinți de cluburi de fotbal palestiniene, în special cu președintele Federației Palestiniene de Fotbal (PFA). În timpul vizitei sale la Ierusalim, Sawaya s-a întâlnit cu președintele PFA și au aranjat un meci amical între echipele naționale ale Libanului și Mandatului Palestinei la Tel Aviv.
La sfârșitul lunii martie 1940 au fost anunțate planuri pentru un turneu de fotbal cu patru echipe, la care să participe echipele naționale ale Mandatului Palestinei și Libanului, precum și echipe ale armatei britanice din Palestina și ale armatei franceze din Liban. Însă, la jumătatea lunii aprilie, când cele două armate au fost puse în stare de alertă în contextul Bătăliei Franței, turneul a fost anulat și doar meciul dintre Mandatul Palestinei și Liban a putut avea loc.
Meciul a fost stabilit pentru 27 aprilie 1940 pe stadionul Maccabiah, situat pe malul râului Yarkon din Tel Aviv.În seara meciului, jucătorii din Mandatul Palestinei, majoritatea evrei, au fost invitați la ceai și prăjituri la o cafenea de pe bulevardul Rothschild. Li s-a spus că fiecare jucător trebuie să meargă singur la vestiarul de la stadion. Jucătorii nu s-au antrenat pentru meci și în vestiar cei 14 au primit echipamentul alb-albastru.
Arthur Baar, un antrenor de fotbal austriac, a fost responsabil de selecția echipei Palestinei, trimițând convocările jucătorilor. Baar a devenit antrenorul de facto, deoarece Egon Pollak, antrenorul echipei la acel moment, își petrecea timpul în Australia. În ziua meciului, Baar l-a invitat pe Armin Weiss, antrenorul echipei Maccabi Tel Aviv, să fie antrenorul interimar al meciului. Weiss a acceptat funcția, oferindu-le jucătorilor palestinieni un discurs înainte de meci și dându-le instrucțiuni de pe margine în timpul meciului.

## Meci
Acesta a fost primul meci internațional oficial al Libanului și s-a dovedit a fi ultimul pentru Mandatul Palestinei. Mandatul Palestinei jucase și pierduse anterior patru meciuri oficiale, toate în preliminariile Cupei Mondiale FIFA (două în 1934 și două în 1938). Libanul, pe de altă parte, jucase doar câteva meciuri neoficiale înainte, împotriva unor cluburi din România (CA Timișoara și Unirea Tricolor București) și Austria (Admira Viena). Stadionul a fost decorat cu steagurile ambelor națiuni, iar aproximativ 10 000 de spectatori, dintre care mulți erau britanici, au venit să urmărească meciul. Arbitrul a fost John Blackwell din armata britanică.

### Rezumat

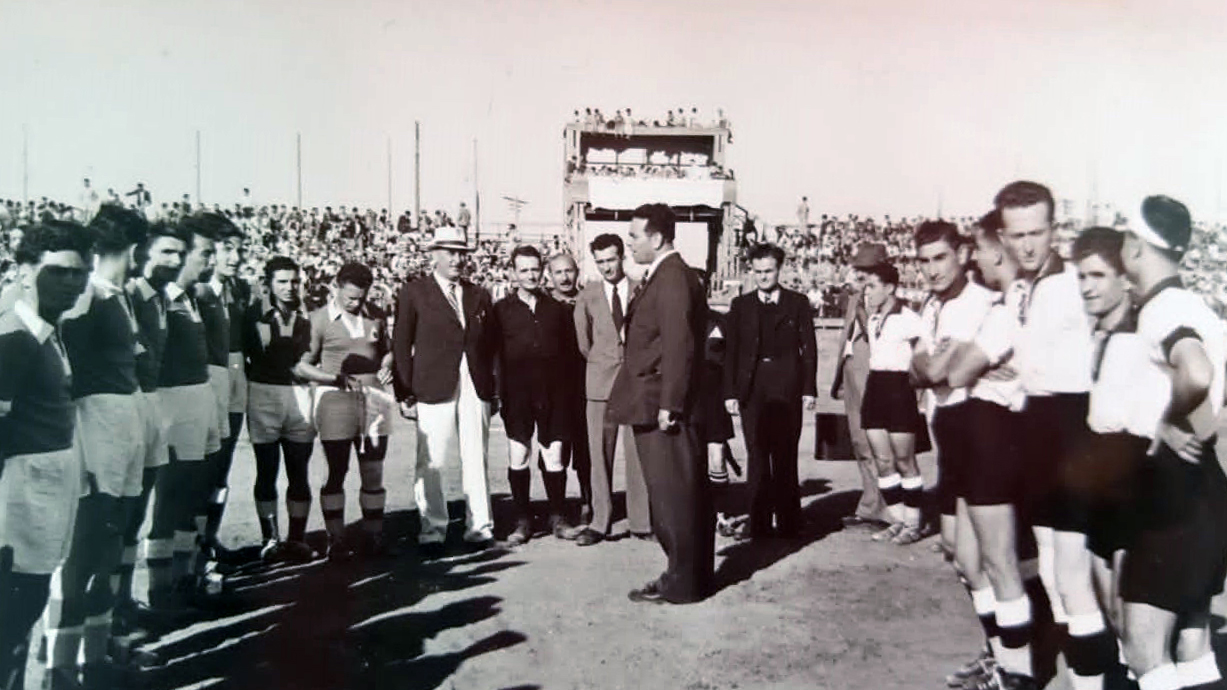
Formațiile din Mandatul Palestinei (stânga) și Liban (dreapta) înainte de meci

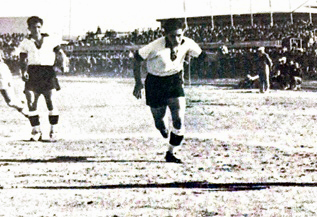
Atacantul libanez Camille Cordahi, care a marcat primul gol oficial internațional al Libanului

În prima repriză, Mandatul Palestinei a jucat împotriva vântului. În minutul 2 al meciului, Herbert Meitner, atacantul de dreapta al Mandatului Palestinei, a marcat în fața portarului libanez Nazem Sayad. A fost urmat de o lovitură de pedeapsă executată de Avraham Schneiderovitz în minutul 11, dublând avantajul echipei gazdă. Deși echipa libaneză a început să răspundă ofensiv, nu a reușit să înscrie în fața portarului Binyamin Mizrahi, care a reușit mai multe salvări. Mizrahi a fost aclamat în special de mulțime pentru două salvări ale sale din minutele 18 și 23. Mandatul Palestinei a reluat controlul meciului mai târziu în prima repriză, iar în minutul 31 Gaul Machlis a marcat al treilea gol al Mandatului Palestinei. Acesta fost asistat din partea stângă, apoi a ocolit apărarea și a înscris în poarta goală. În minutul 40, Werner Kaspi, căpitanul Mandatului Palestinei, a înscris un gol de unul singur, iar prima repriză s-a încheiat cu 4-0. Mizrahi a apărat opt șuturi ale Libanului în prima repriză, mai multe stârnind „mirarea mulțimii”, în timp ce portarul Sayad a fost descris ca având „mult de lucru”.
Repriza a doua a fost mai echilibrată; Libanul a jucat împotriva vântului. Mijlocașul Palestinei, Zvi Fuchs, a fost înlocuit la pauză de fundașul stânga Lonia Dvorin, în urma unei accidentări, iar fundașul stânga Yaacov Breir a trecut pe postul de mijlocaș. Schimbarea a împiedicat Mandatul Palestina să dețină controlul asupra jocului. Atacantul libanez Camille Cordahi a marcat în fața lui Mizrahi în minutul 50, Muhieddine Jaroudi oferind pasa de gol; Cordahi a fost primul marcator internațional oficial al Libanului. La câteva momente după gol, Jaroudi a trimis mingea la centru, iar Mizrahi a coborât și a preluat mingea cu ușurință.Libanul a mai încercat să atace de încă două ori, înainte ca Palestina să preia controlul ofensivei. În minutul 60, Kaspi a marcat al doilea său gol al meciului. După gol, antrenorul libanez i-a cerut lui Arthur Baar, antrenorul echipei Mandatului Palestinei, să o lase mai moale. Baar a declarat ulterior că antrenorul libanez a încercat să mențină relații bune între cele două țări și a cerut să nu-i înfrângă într-un mod dur. Echipa gazdă a început să paseze mingea înainte și înapoi câștigând cu scorul final de 5-1.
A fost primul meci internațional al Libanului și prima înfrângere. Victoria Manadatului Palestinei a fost prima (și singura) înainte de a deveni echipa națională a Israelului după 1948.